# 2020年普通高等学校招生全国统一考试

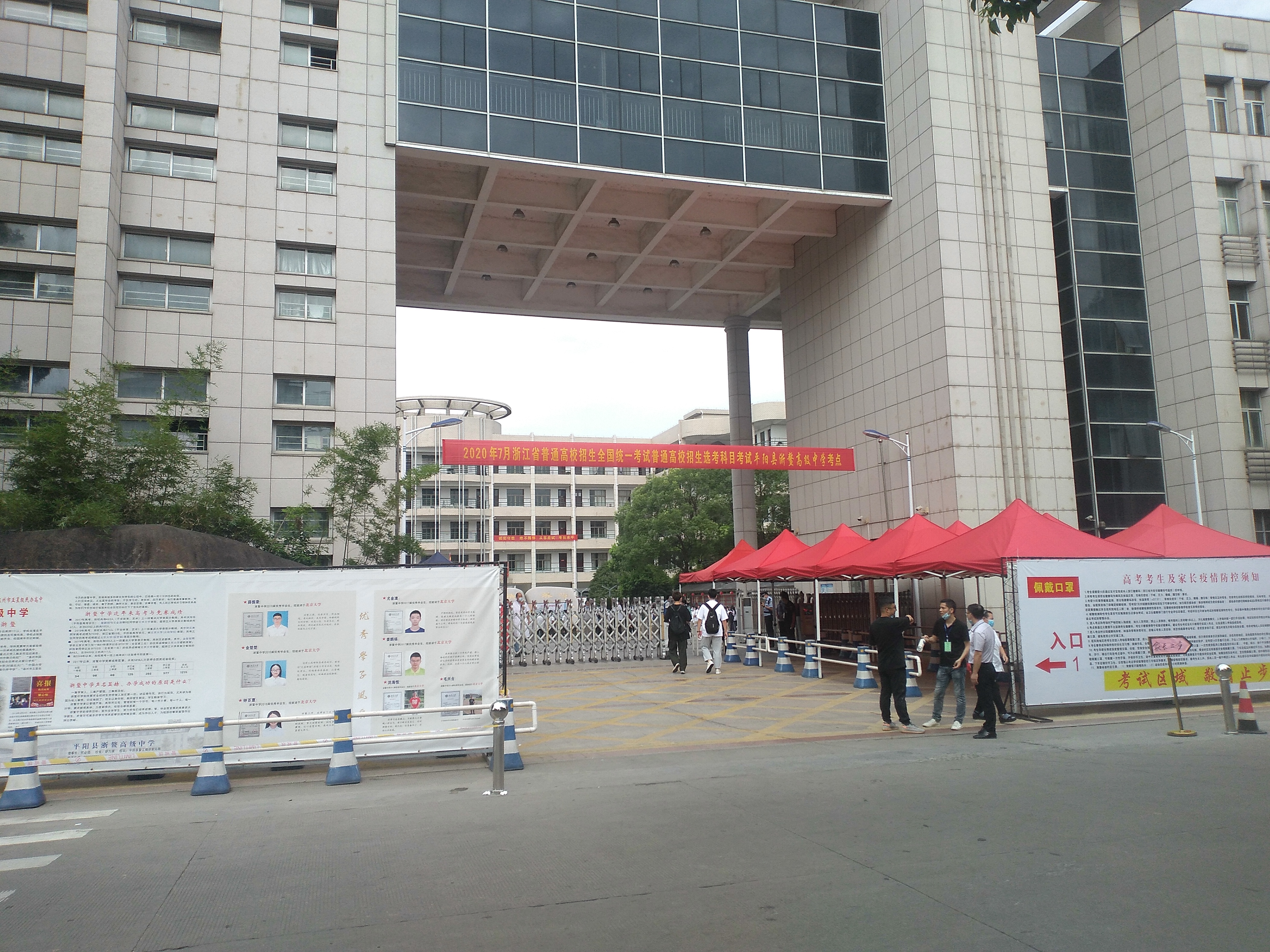
2020年7月7日上午8时17分，浙江省平阳县考区平阳县浙鳌高级中学考点大门口。可见防疫相关措施与设施。

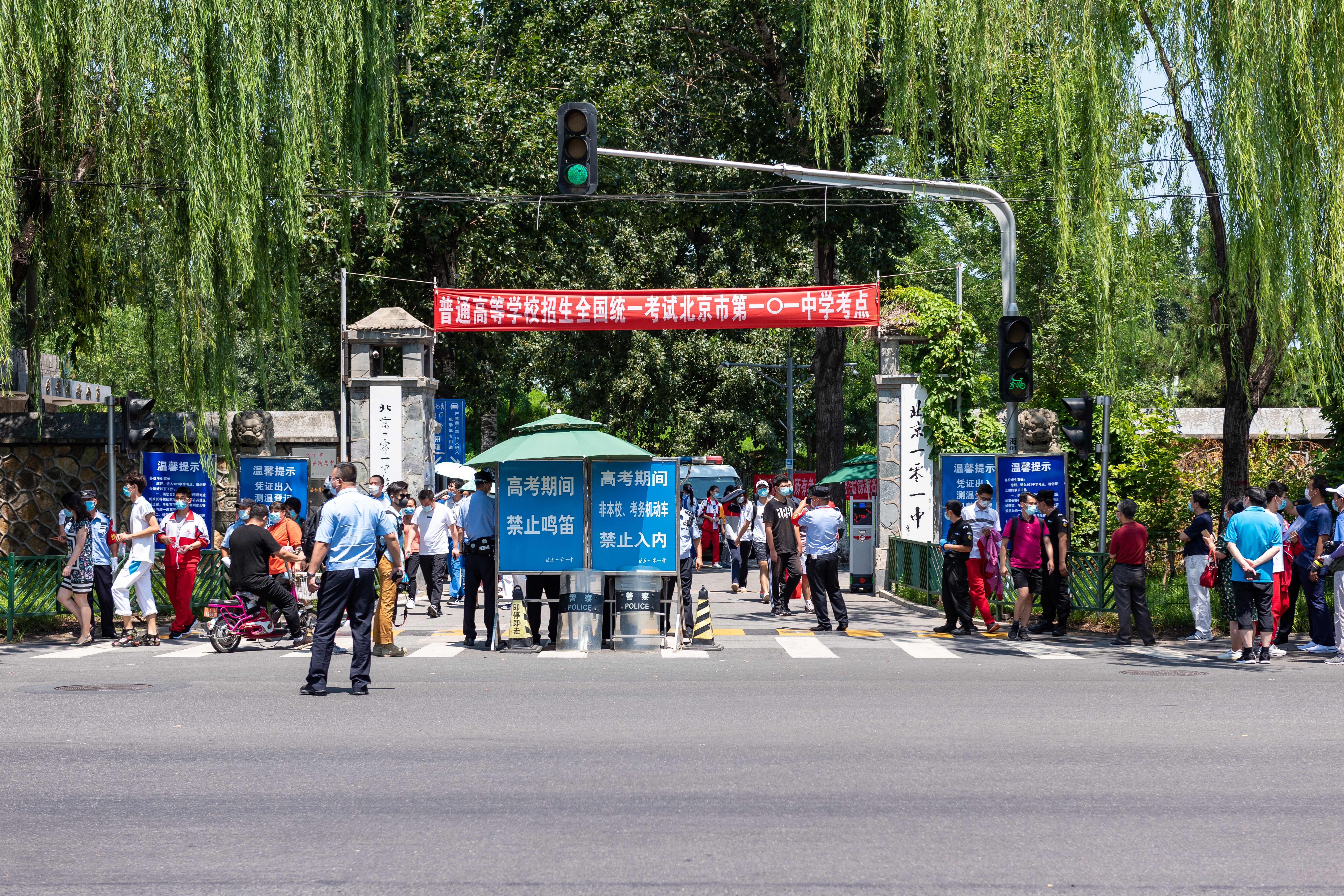
7月7日上午的语文考试结束后，考生从北京101中学走出

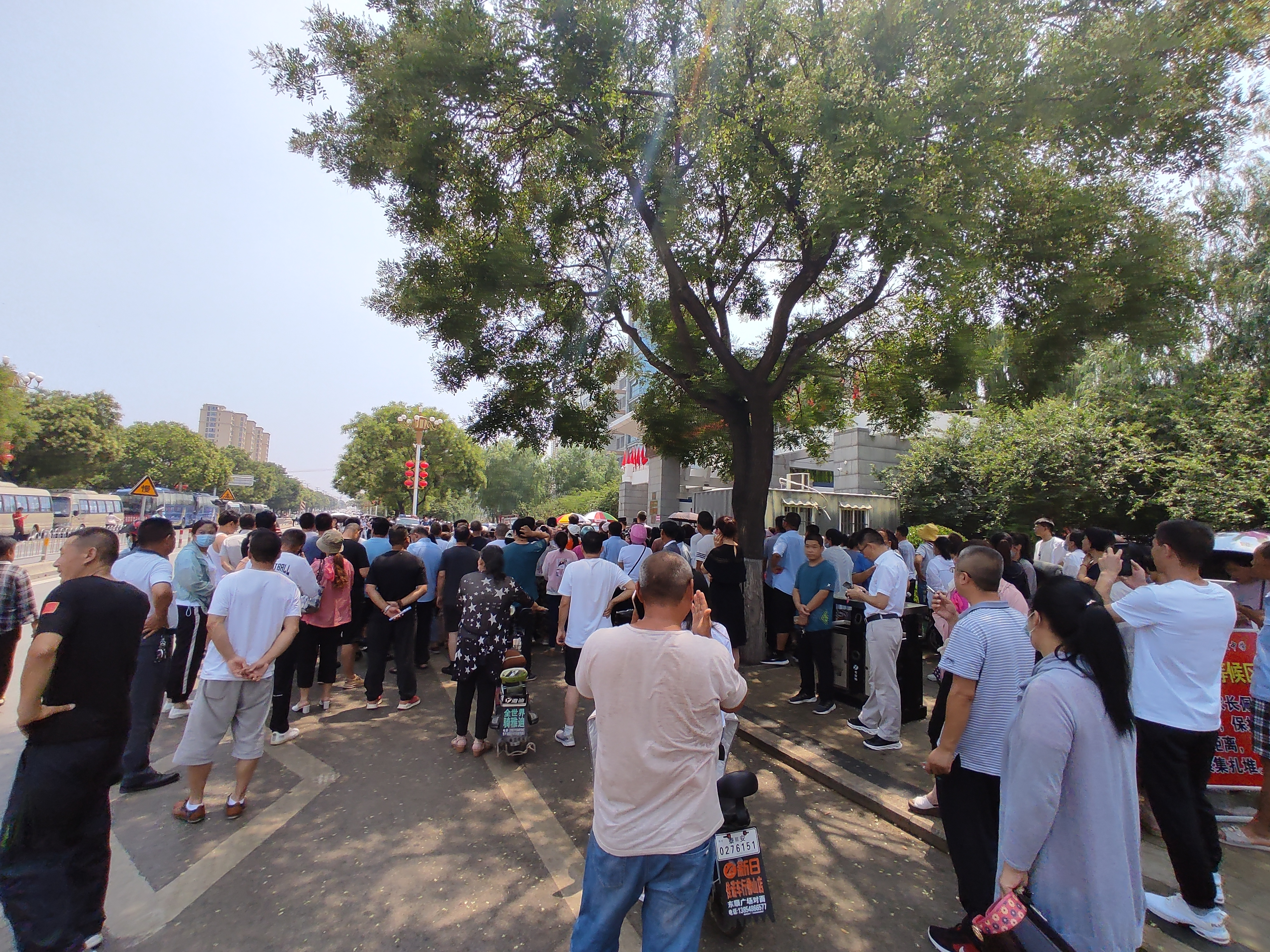
7月7日上午11点33分，语文科目考试结束后等候在考点外的家长。摄于山东省东平县高级中学

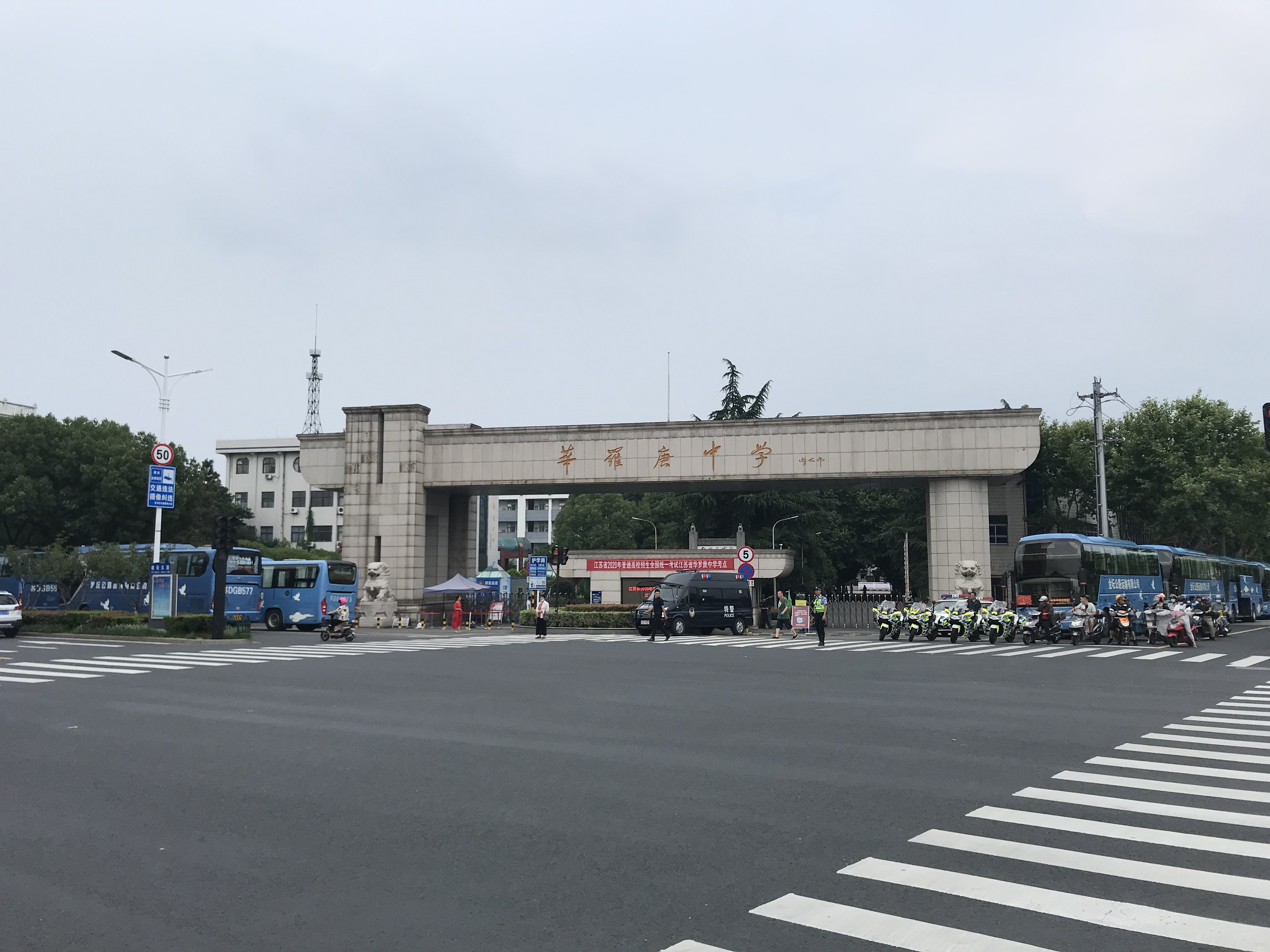
7月7日16时23分，江苏省华罗庚中学考点

2020年7月普通高等学校招生全国统一考试，简称2020年高考、2020年7月高考，是一场于2020年7月7日至10日在中华人民共和国各地举行的考试。
本次高考是2003年以来首场全国性延迟至7月举行的高考，同时也是在包括高考在内的中国大陆高等院校招生考试制度发生诸多重大变革之际举行的一场高校招生考试：12个省份将在当年、次年两年执行高考改革；而当年起，自主招生亦全面走入历史，强基计划开始实施。这也是2019冠状病毒病中国大陆疫情暴发以来，中国大陆规模最大的集体性活动。
由于2020年中国南方水灾，安徽省黃山市歙县首日语文、数学考试再度延期，后续考试按计划正常进行。7月8日，湖北省黃岡市黃梅縣因內澇，受阻考生用後備試卷，延時至當天約正午考試。

## 背景
2019年9月30日，浙江省教育考试院发布了《浙江省教育考试院关于做好2020年1月学考和选考报名工作的通知》明确了浙江省1月选考相关安排。
2019年12月30日，中华人民共和国教育部发布了《2020年普通高等学校招生工作规定》，明确了2020年高考计划，规划了新高考地区与其他地区统测科目时间安排，强调了一系列招考事项，与往年大体相同。
2020年1月，在武汉的疫情酵而未发之际，4日至6日上海市举行了2020年上海市普通高校春季统一文化考试和统一高考（1月份）外语科目考试，6日至8日浙江省举行了2020年1月普通高等学校招生全国统一考试选考、外语科考试和2020年1月浙江省普通高中学业水平考试。
2020年1月26日（春节前夕）起，2019冠状病毒病中国大陆疫情暴发，中国大陆各地开始逐渐进入突发公共卫生事件一级响应状态。

## 延期事件與事故
受2019冠状病毒病中国大陆疫情影响，中国大陆各省、自治区、直辖市按中央应对新型冠状病毒肺炎疫情工作领导小组防疫安排实施了2至4月不等的停课，并在全国范围内开展“停课不停学”线上教学活动。2020年3月31日，中华人民共和国教育部发布了高考延期通知，将全国各地高考延后一个月，改为2020年7月7日至8日举行，而湖北省、北京市的考试时间原先计划是待定，后来也统一到2020年7月7日开始，与全国各地一致。
7月7日，黄山市歙县高考首日的语文、数学考试因暴雨延期。歙縣城區處於四條河流的交匯处，河水倒灌進城區，水位抵胸部。家長、消防需通過衝鋒舟、皮划艇、救生艇、船隻護送考生抵考場。延期的语文、数学考试将更換试卷。有考生家長向新京報反映是該縣水庫泄水所致。
7月7日，貴州安順一輛搭載高考考生的公交墜入湖中，造成21人死亡，15人受傷。
7月8日10时39分，云南省昆明市东川区发生4.2级地震。地震时正逢高考第二日考试，发生地震对正在进行的考试有一定影响，第一时间约有100名考生跑出考场，后在监考老师有序组织下，考试在7分钟后恢复正常，考试结束后老师对学生进行了心理安抚，该日下午的外语考试将正常进行。
7月8日上午，河南平顶山一中考场，一名女生在高考理综科目考试中突然站起身，撕毁了同考场另两名考生的答题卡。平顶山市招办回应，事发后经申请，延长了答题时间，让两名考生重新填卡。该女考生涉嫌违反《国家教育考试违规处理办法》，依据相关规定，撕答题卡考生的全科成绩会被取消，当地招生办依照程序办理。
7月8日，湖北黄梅县短時強降雨，引发严重内涝。华宁高中校内水深达2米，576名住校高考生被困，当地相关部门动用铲车等进行转运救援，不少考生穿泳褲趕赴考場。至11点20分救援完毕，415名考生晚了到达考点。湖北省教育厅考试院启用备用考卷延時考試，上午延时考试于下午1点半结束，下午3点英语准时开始。

## 时间安排
根据教育部的时间安排，各省相继发布通知，安排本省的高考时间。语文、数学、外语三科全国皆安排在教育部公告时间进行考试；在高考改革各省，其他选考科目则安排在语文、数学、外语三科以外的时间依次进行。
| 地区 | 7月7日                              | 7月7日            | 7月8日                                        | 7月8日            | 7月9日                              | 7月9日                              | 7月10日           | 7月10日           | 其他安排                                                                           |
| 地区 | 上午                                | 下午              | 上午                                          | 下午              | 上午                                | 下午                                | 上午              | 下午              | 其他安排                                                                           |
| --- | ----------------------------------- | ----------------- | --------------------------------------------- | ----------------- | ----------------------------------- | ----------------------------------- | ----------------- | ----------------- | ---------------------------------------------------------------------------------- |
| 全国 | 09:00－11:30 语文                   | 15:00－17:00 数学 | 09:00－11:30 综合                             | 15:00－17:00 外语 |                                     |                                     |                   |                   |                                                                                    |
| 高考改革（“3＋3”模式）地区                                                                                |                                     |                   |                                               |                   |                                     |                                     |                   |                   |                                                                                    |
| 北京 | 09:00－11:30 语文                   | 15:00－17:00 数学 |                                               | 15:00－17:00 外语 | 08:00－09:30 物理                   | 15:30－17:00 化学                   | 08:00－09:30 历史 | 15:30－17:00 地理 |                                                                                    |
| 北京 | 09:00－11:30 语文                   | 15:00－17:00 数学 | 11:00－12:30 政治                             | 15:00－17:00 外语 | 11:00－12:30 生物                   | 15:30－17:00 化学                   |                   | 15:30－17:00 地理 |                                                                                    |
| 天津 | 09:00－11:30 语文                   | 15:00－17:00 数学 |                                               | 15:00－17:00 外语 | 08:00－09:30 物理                   | 15:00－16:00 化学                   | 08:00－09:30 历史 | 15:00－16:00 地理 | 5月16日英语第一次笔试                                                              |
| 天津 | 09:00－11:30 语文                   | 15:00－17:00 数学 | 11:00－12:00 政治                             | 15:00－17:00 外语 | 11:00－12:00 生物                   | 15:00－16:00 化学                   |                   | 15:00－16:00 地理 | 5月16日英语第一次笔试                                                              |
| 上海 | 09:00－11:30 语文                   | 15:00－17:00 数学 |                                               | 15:00－17:00 外语 | 08:00－11:40、13:00－16:40 外语听说 | 08:00－11:40、13:00－16:40 外语听说 |                   |                   | 6月6日、7日高考选考科目测试                                                        |
| 浙江 | 09:00－11:30 语文                   | 15:00－17:00 数学 | 09:00－10:30 技术、高职技能                   | 15:00－17:00 外语 | 08:00－09:30 物理                   | 15:00－16:30 化学                   | 08:00－09:30 历史 | 15:00－16:30 地理 | 1月6日至8日选考科、外语第一次考试                                                  |
| 浙江 | 09:00－11:30 语文                   | 15:00－17:00 数学 | 09:00－10:30 技术、高职技能                   | 15:00－17:00 外语 | 10:30－12:00 政治                   | 15:00－16:30 化学                   | 10:30－12:00 生物 | 15:00－16:30 地理 | 1月6日至8日选考科、外语第一次考试                                                  |
| 山东 | 09:00－11:30 语文                   | 15:00－17:00 数学 |                                               | 15:00－17:00 外语 | 08:00－09:30 物理                   | 15:30－17:00 化学                   | 08:00－09:30 历史 | 15:30－17:00 地理 | 语文、数学、英语使用“新高考一卷”                                                   |
| 山东 | 09:00－11:30 语文                   | 15:00－17:00 数学 | 11:00－12:30 政治                             | 15:00－17:00 外语 | 11:00－12:30 生物                   | 15:30－17:00 化学                   |                   | 15:30－17:00 地理 | 语文、数学、英语使用“新高考一卷”                                                   |
| 海南 | 09:00－11:30 语文                   | 15:00－17:00 数学 |                                               | 15:00－17:00 外语 | 08:00－09:30 物理                   | 15:30－17:00 化学                   | 08:00－09:30 历史 | 15:30－17:00 地理 | 语文、数学、英语使用“新高考二卷”                                                   |
| 海南 | 09:00－11:30 语文                   | 15:00－17:00 数学 | 11:00－12:30 政治                             | 15:00－17:00 外语 | 11:00－12:30 生物                   | 15:30－17:00 化学                   |                   | 15:30－17:00 地理 | 语文、数学、英语使用“新高考二卷”                                                   |
| 江苏（“3＋2＋X”模式）                                                                                     |                                     |                   |                                               |                   |                                     |                                     |                   |                   |                                                                                    |
| 江苏* | 09:00－11:30 语文                   | 15:00－17:00 数学 |                                               | 15:00－17:00 外语 | 09:00－10:40 物理、历史             | 15:00－16:40 化学、生物、政治、地理 |                   |                   |                                                                                    |
| 全国卷甲卷（新课标2卷）使用地区                                                                           |                                     |                   |                                               |                   |                                     |                                     |                   |                   |                                                                                    |
| 内蒙古 | 09:00－11:30 语文、蒙语文甲、朝语文 | 15:00－17:00 数学 | 09:00－11:30 综合                             | 15:00－17:00 外语 | 09:00－11:30 蒙语文乙               | 15:00－17:00 民汉考（MHK）          |                   |                   | 蒙授学生参加蒙语文甲、民汉考科目考试；加授蒙语的汉授学生参加语文、蒙语文乙科目考试 |
| 辽宁* | 09:00－11:30 语文、汉语文           | 15:00－17:00 数学 | 09:00－11:30 综合                             | 15:00－17:00 外语 | 09:00－11:30 蒙语文、朝语文、藏语文 |                                     |                   |                   |                                                                                    |
| 吉林 | 09:00－11:30 语文、蒙语文、朝语文   | 15:00－17:00 数学 | 09:00－11:30 综合                             | 15:00－17:00 外语 |                                     | 15:00－17:00 民汉考（MHK）          |                   |                   |                                                                                    |
| 黑龙江 | 09:00－11:30 语文、汉语文           | 15:00－17:00 数学 | 09:00－11:30 综合                             | 15:00－17:00 外语 | 09:00－11:30 蒙语文、朝语文         |                                     |                   |                   |                                                                                    |
| 重庆 | 09:00－11:30 语文                   | 15:00－17:00 数学 | 09:00－11:30 综合                             | 15:00－17:00 外语 |                                     |                                     |                   |                   |                                                                                    |
| 陕西 | 09:00－11:30 语文                   | 15:00－17:00 数学 | 09:00－11:30 综合                             | 15:00－17:00 外语 |                                     |                                     |                   |                   |                                                                                    |
| 甘肃 | 09:00－11:30 语文                   | 15:00－17:00 数学 | 09:00－11:30 综合                             | 15:00－17:00 外语 |                                     |                                     |                   |                   |                                                                                    |
| 青海 | 09:00－11:30 语文                   | 15:00－17:00 数学 | 09:00－11:30 综合                             | 15:00－17:00 外语 | 09:00－11:30 蒙语文、藏语文         | 15:00－17:00 民汉考（MHK）          |                   |                   |                                                                                    |
| 宁夏 | 09:00－11:30 语文                   | 15:00－17:00 数学 | 09:00－11:30 综合                             | 15:00－17:00 外语 |                                     |                                     |                   |                   |                                                                                    |
| 新疆 | 09:00－11:30 语文、汉语文           | 15:00－17:00 数学 | 09:00－11:30 综合                             | 15:00－17:00 外语 | 09:00－11:30 民族语文               |                                     |                   |                   |                                                                                    |
| 全国卷乙卷（新课标1卷）使用地区                                                                           |                                     |                   |                                               |                   |                                     |                                     |                   |                   |                                                                                    |
| 河北* | 09:00－11:30 语文                   | 15:00－17:00 数学 | 09:00－11:30 综合                             | 15:00－17:00 外语 |                                     |                                     |                   |                   |                                                                                    |
| 山西 | 09:00－11:30 语文                   | 15:00－17:00 数学 | 09:00－11:30 综合                             | 15:00－17:00 外语 |                                     |                                     |                   |                   |                                                                                    |
| 安徽 | 09:00－11:30 语文                   | 15:00－17:00 数学 | 09:00－11:30 综合                             | 15:00－17:00 外语 | 09:00－11:30 语文（歙县）           | 15:00－17:00 数学（歙县）           |                   |                   | 因水灾，歙县考区语文、数学科目考试重新安排至7月9日                                 |
| 福建* | 09:00－11:30 语文                   | 15:00－17:00 数学 | 09:00－11:30 综合                             | 15:00－17:00 外语 |                                     |                                     |                   |                   |                                                                                    |
| 江西* | 09:00－11:30 语文                   | 15:00－17:00 数学 | 09:00－11:30 综合                             | 15:00－17:00 外语 | 09:00－11:00 技术                   |                                     |                   |                   |                                                                                    |
| 河南 | 09:00－11:30 语文                   | 15:00－17:00 数学 | 09:00－11:30 综合                             | 15:00－17:00 外语 |                                     |                                     |                   |                   |                                                                                    |
| 湖北* | 09:00－11:30 语文                   | 15:00－17:00 数学 | 09:00－11:30 综合 11:00－13:30 综合（黄梅县） | 15:00－17:00 外语 |                                     |                                     |                   |                   |                                                                                    |
| 湖南* | 09:00－11:30 语文                   | 15:00－17:00 数学 | 09:00－11:30 综合                             | 15:00－17:00 外语 |                                     |                                     |                   |                   |                                                                                    |
| 广东* | 09:00－11:30 语文                   | 15:00－17:00 数学 | 09:00－11:30 综合                             | 15:00－17:00 外语 |                                     |                                     |                   |                   | 5月30日至6月2日英语听说考试                                                        |
| 全国卷丙卷（新课标3卷）使用地区                                                                           |                                     |                   |                                               |                   |                                     |                                     |                   |                   |                                                                                    |
| 广西 | 09:00－11:30 语文                   | 15:00－17:00 数学 | 09:00－11:30 综合                             | 15:00－17:00 外语 |                                     |                                     |                   |                   |                                                                                    |
| 四川 | 09:00－11:30 语文                   | 15:00－17:00 数学 | 09:00－11:30 综合                             | 15:00－17:00 外语 |                                     |                                     |                   |                   |                                                                                    |
| 贵州 | 09:00－11:30 语文                   | 15:00－17:00 数学 | 09:00－11:30 综合                             | 15:00－17:00 外语 |                                     |                                     |                   |                   |                                                                                    |
| 云南 | 09:00－11:30 语文                   | 15:00－17:00 数学 | 09:00－11:30 综合                             | 15:00－17:00 外语 |                                     |                                     |                   |                   |                                                                                    |
| 西藏 | 09:00－11:30 语文、汉语文           | 15:00－17:00 数学 | 09:00－11:30 综合                             | 15:00－17:00 外语 | 09:00－11:30 藏语文                 |                                     |                   |                   |                                                                                    |
| 注：加注星号（*）的省份今年高考为最后一届按旧模式进行的高考，自2021年高考起，这些省份的高考按新模式进行。 |                                     |                   |                                               |                   |                                     |                                     |                   |                   |                                                                                    |

## 详细情况

### 第一批新高考地区[註 3]

#### 浙江省
浙江省2020年7月高考，系浙江省2020年1月选考后，2020届浙江毕业考生的第二次选考暨第一次高考，是2018年浙江省教育厅调整选考时间及学、选考试卷形式后第一次选考、高考同期考试。本次考试计划在4天内完成3门高考科目（语文、数学、外语）及7门选考科目（技术、物理、政治、化学、历史、生物、地理）共10场考试。
根据2020浙江高考体育术科测试5月底考试防疫措施，参考考生应根据当前疫情防控有关要求，在参加测试前完成本人“健康码”的申领、准备医用口罩等个人防护用品，在报到与考试期间，按考点疫情防控要求，做好自我防护工作。考试当日，考生须同时携带准考证和身份证，按规定时间检录、候考和考试。

#### 上海市
2020年6月6日、7日，2020年上海市普通高中学业水平等级性考试顺利举行。该次考试开考思想政治、历史、地理、物理、化学、生命科学6个科目，全市共有10万余名高二、高三考生参加考试。其中对高三同学而言，该次考试相当于高考选考。
此次考试依据卫生防疫工作要求，在各考区集中设置1个应急备用考点与1个隔离考点。各考点均统一落实相关防疫配置要求，包括设置专用防疫特殊通道、临时留观区及备用发热考场；针对体温异常等特殊情况考生，及时启动应急预案。

### 第二批新高考地区[註 4]

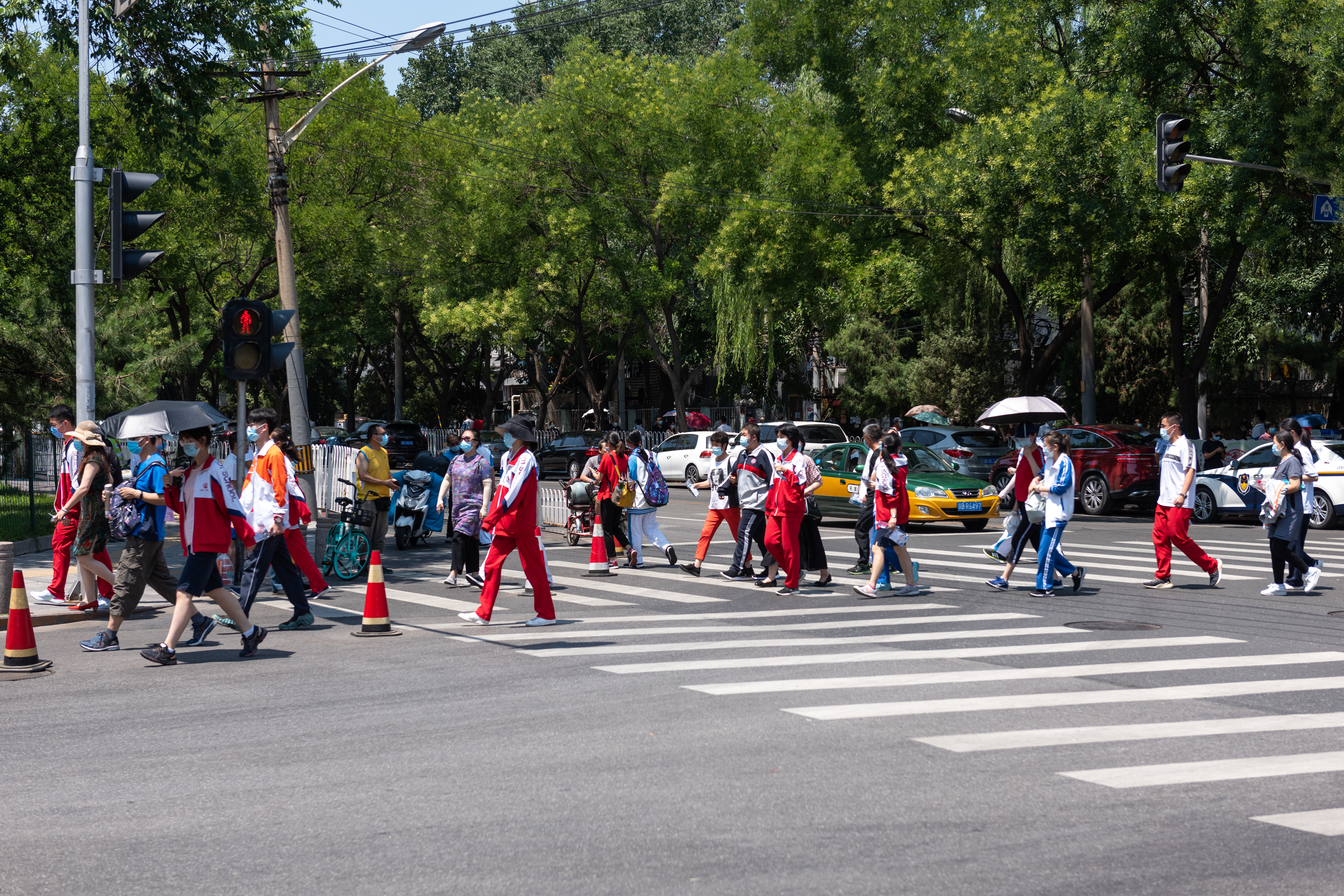
语文考试结束后走出北京101中学考场的考生

2020年7月的高考，是北京、山东、天津、海南四地首次舉行的新高考，共安排了9场高、选考科目考试，持续4天。山东、天津、海南三地按计划延期至7月，北京因疫情形势原计划待定，后同样调整到7月7日开始。
天津市教育招生考试院发布2020年天津市普通高考英语科目第一次考试考生防疫与安全须知。其中通知第二条为： 考生须于5月2日前申请天津健康码，持有“绿码”方能进入考点参加考试。考生进入考点时，须主动出示“绿码”，手机要在亮码后交给带队教师或考点指定人员，不能带入考场。
2020年6月17日，由于北京疫情再起，北京市中小学各年级一律停止到校上课，北京市突发公共卫生事件应急响应级别亦由三级上调至二级。北京市教委发言人李奕明确，本市中高考暂不延期，高考第二次英语听力机考将于该周六如期举行。李奕介绍，自6月17日起继续向全市初高三年级学生提供在线答疑服务，帮助考生解决在家学习复习中的多样化、个性化问题。
7月3日，北京市教委初步公布2020年北京高考考点考场安排，今年北京将有49225人参加高考，目前共设17个考区132个考点学校2867个考场，每个考点校设置不少于3个备用考场，每个考点增设1名由卫生健康部门或疾控机构安排的副主考负责疫情防控和突发情况处置。全体考务工作人员需经过核酸检测。
7月四日北京市教委公布具体考点考场安排，132个考点中，110个为常规考点。今年北京市最大考点为位于海淀区的北京市中关村中学，该考点校将容纳共计298场次考试。

### 非新高考地区[註 5]
非新高考地区高考时间按教育部部署延期至7月。此次考试是第三批新高考地区（湖南、江苏、江西、广东、河北、湖北、福建、辽宁）最后一次旧模式考试。
5月15日，广东省教育考试院发布2020年高考外语听说考试相关安排，根据防疫需要，进行了一些调整，如进场核验粤康码与健康承诺书，减少每一时段考试场次与候考人数以预留足够消毒时间与空间，提早考生入场时间以利于考生身体健康状况检测，等等。
部分少数民族较多的省份改革了少数民族语/汉语双语文考试的实施办法。少数民族语答卷的考生，少数民族语文考试仍在语文考试时间进行，汉语文考试改以“中国少数民族汉语水平等级考试”进行，时间在7月9日的15:00-17:00。

## 试卷及试题
2020年高考相较前一年，新增了两套试卷。原使用新课标一卷（全国乙卷）的山东省改使用“新高考一卷”；原使用新课标二卷（全国甲卷）及海南省自命题卷的海南省则改使用“新高考二卷”。北京、天津及江苏、上海、浙江（语数外）维持自命题不变。加上原有的三套全国卷，2020年高考试卷套数达到10套。这是2016年高考收紧自命题权后，全国高考试卷套数再次达到两位数。

### 语文作文试题
2020年高考语文试卷作文题共11道，其中5道由教育部考试中心命制，分别为全国Ⅰ卷、全国Ⅱ卷、全国Ⅲ卷、新高考Ⅰ卷、新高考Ⅱ卷。天津、上海、江苏、浙江各命制1道，北京命制2道。在疫情之下，一方面疫情确为多地高考作文的主题；但另一方面，命题的切入点却大不相同。此外，生活感悟、历史人物评述、最新科技等话题也有一席之地。全国1、2、3、新高考2卷、北京卷继续要求考生使用指定的文体作文；新高考1卷、天津、上海、江苏、浙江卷则维持“除诗歌外文体不限”的要求。其中，浙江地区一考生创作的作文《生活在树上》得到满分60分，但因使用大量的冷门名人名言和生僻字词而引发舆论争议。
| 试卷                  | 题目（大意）                                               |
| --------------------- | ---------------------------------------------------------- |
| 全国1卷               | 在齐桓公、管仲、鲍叔三人中选一人进行评说，并作发言稿       |
| 全国1卷（歙县备用卷） | 就中国的巨大变化和巨大成就谈感受                           |
| 全国2卷               | 以“携手同一世界，青年共创未来”为主题的演讲稿               |
| 全国3卷               | 主题为“如何为自己画好像”的信                               |
| 新高考1卷             | 疫情中的距离与联系                                         |
| 新高考2卷             | 题目为“带你走近________”（补充地名）的主持词               |
| 北京卷                | 主题为“每一颗都有自己的功用”的议论文                       |
| 北京卷                | 题目为“一条信息”的记叙文                                   |
| 天津卷                | 中国面孔                                                   |
| 上海卷                | 人对事物发展进程是否无能为力？                             |
| 江苏省                | 智能互联网时代同类信息的环绕、塑造作用                     |
| 浙江省                | 个人的人生坐标、美好期望与家庭的预期、社会的角色之间的关系 |

## 水災延期、备用考卷

### 安徽歙县
7月7日，2020年中国南方水灾波及安徽歙县，当天在歙县中学、歙县二中举行的语文和数学科目的考试延期，其后县教育局宣布于7月9日启用备用试卷补考。當天河水倒灌進城區内涝，歙县2,182名實際參加高考的考生，只有500多名抵考場。家長、消防需通過衝鋒舟、皮划艇、救生艇、船隻護送考生抵考場。监考老师亦要坐装载机內的铲斗到考场。
歙縣啟用備用試卷後，縣教育局公布高考成績如下：實際參加考試考生2182人，全縣本科以上達線考生1445人，本科達線率為66.2%，其中一本達線786人（文科149人、理科637人），二本達線567人（文科213人、理科354人），藝體類本科達線92人。而重點高中歙縣中學方面，該校600分以上152人（理科660分以上15人），其中理科142人，文科10人；600分以上人數創歷史新高，理科實驗班一本上線率100%，班級44人平均分644.41，本科總達線749人，其中一本達線466人。
高分狀元方面，徐一濤（女）以641分名列安徽省全省64名、黃山市（下轄歙縣）文科第1名、歙縣中學第1名。報考大學未詳。其中数学148分，语文133分，外语138分，文科综合222分。

### 湖北黄梅县
7月8日01时至05时，湖北黄梅县短時強降雨，4小时降水量近200毫米。7时，华宁高中校内水深达2米，576名住校高考生因内涝被困，需由铲车抢运。不少考生穿泳褲趕赴考場。救援于11点20分完成，共415名考生到达考点，但为时已晚。针对这些学生，湖北省教育厅考试院启用备用考卷延時考試，上午延时考试于下午1点半结束，下午3点英语准时开始。